# Carl Friedrich von Siemens Stiftung

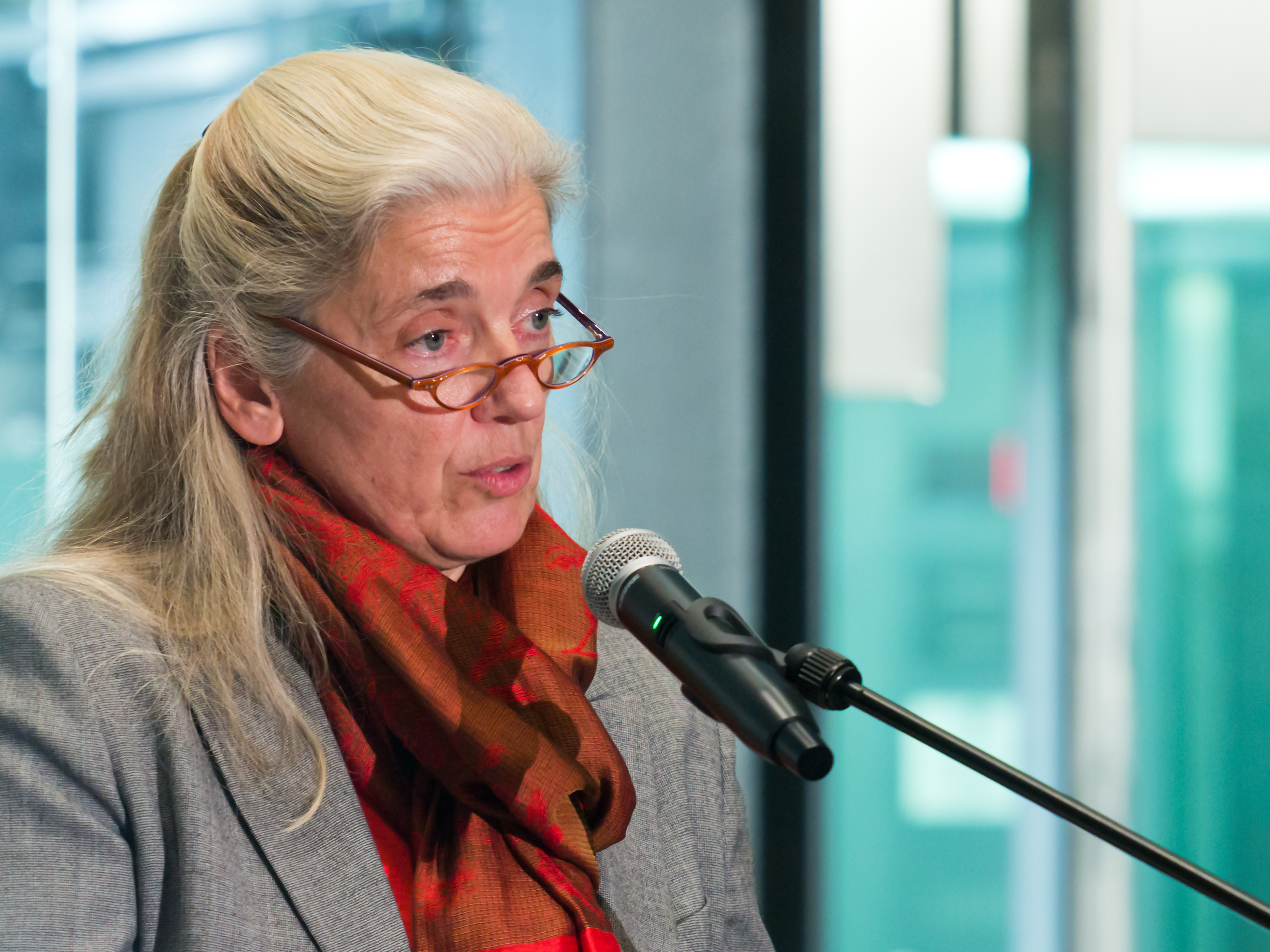
Isabel Pfeiffer-Poensgen, Co-Vorstand der Stiftung

Die Carl Friedrich von Siemens Stiftung dient dem Ziel der Förderung der Wissenschaften. Die Stiftung wurde 1958 auf Initiative des Unternehmers Ernst von Siemens gegründet. Geschäftsführer war bis März 2022 der Philosoph Heinrich Meier. Zum Sommersemester 2022 übernahm der Literaturwissenschaftler Marcel Lepper die Geschäftsführung. Ab dem 22. Februar 2023 wurde die Stiftung kommissarisch von Carola Schütt, der kaufmännischen Leitung, geführt. Seit Oktober 2023 hat die Stiftung mit Isabel Pfeiffer-Poensgen eine neue Geschäftsführerin. Durch den langjährigen Vorsitz der Stiftung durch Armin Mohler von 1964 bis 1985, der den Begriff der Konservativen Revolution popularisierte, gilt die Stiftung als zentraler Ort der „Neuen Rechten“ dieser Zeit.

## Struktur
Die Stiftung verfügt über zwei Gremien: den hauptamtlichen Stiftungsvorstand und den ehrenamtlichen Stiftungsrat. Seit einer Satzungsänderung im Dezember 2024 führt ein hauptamtlicher zweiköpfiger Vorstand die Stiftung: Isabel Pfeiffer-Poensgen, die ehemalige Ministerin für Kultur und Wissenschaft des Landes Nordrhein-Westfalen, sowie seit April 2025 der Stiftungsmanager Stefan Fritz. Zuvor bestand der Stiftungsvorstand aus fünf ehrenamtlichen Mitgliedern, die gemäß Satzung einen Geschäftsführer bestellten. Dem aktuellen, weiterhin ehrenamtlichen Stiftungsrat gehören Ernst Osterkamp (Vorsitzender), Horst Dreier (Stellvertretender Vorsitzender), Reinhold Baumstark, Bert Hölldobler, Beate Kellner, Peter Schulz von Siemens, Petra Schwille und Ferdinand von Siemens an. Bis Anfang 2024 bestand der Stiftungsrat ausschließlich aus männlichen Mitgliedern, was auf Kritik stieß. Im April 2024 wurde mit der Biophysikerin Petra Schwille die erste Wissenschaftlerin in den Stiftungsrat berufen. Im Dezember 2024 erfolgte die Bestellung von Beate Kellner, die den Lehrstuhl für Germanistische Mediävistik an der LMU München innehat.
Die Strukturen der Stiftung gerieten im Jahr 2023 in die Kritik. Diese Kritik betrifft die problematischen Finanzstrukturen vor 2022, von der die Süddeutsche Zeitung und Die Zeit berichteten, ebenso Governance-Mängel. Weder die von der Stiftung beauftragten Wirtschaftsprüfer noch die Stiftungsaufsicht bemängelten allerdings jemals die Geschäftsführung.
In einem Offenen Brief haben über 40 Wissenschaftlerinnen und Wissenschaftler die Stiftungsstrukturen problematisiert und Aufklärung gefordert. Der Brief formuliert drei Forderungen:
1. Wiederaufnahme des unterbrochenen Modernisierungsprozesses,
2. Öffnung und Zugänglichkeit des Stiftungsarchivs und
3. Transparente Offenlegung von Grundlagen, Strukturen und Entscheidungsprozessen der Stiftung sowie die Überprüfung der stiftungs- und steuerrechtlichen Fragen.[8][9]

Die Süddeutsche Zeitung wie Die Zeit berichteten, dass die Gremienmitglieder sich selbst mit Zuwendungen bedacht haben. Dazu gehören Geschenke, private Feiern, persönliche Projekte und wissenschaftliche Symposien in der Stiftung. Die Forschungsförderung von Gremienmitgliedern widerspreche nicht dem Stiftungszweck, teilte die Stiftung der Süddeutsche Zeitung mit. Im Jahresbericht werden die Geburtstagssymposien aus dem Stiftungsumfeld als besondere Highlights unter den Gastveranstaltungen angeführt, darunter die Symposien für Walter Neupert, für Horst Dreier und Peter M. Huber. Die Medizinische Klinik und Poliklinik IV der LMU unter der Leitung von Martin Reincke, der zugleich stellvertretender Vorstandsvorsitzender der Stiftung ist, bewirbt auf ihrer Homepage ein Symposium in der Stiftung.
Aus den Jahresberichten geht auch hervor, dass mehrere Gremienmitglieder Fellowships der Carl Friedrich von Siemens Stiftung erhalten und in der Stiftung hochdotierte Vorträge gehalten haben, bevor sie in die Gremien aufgenommen wurden. Dazu zählen die Fellowships von Horst Dreier (2011/2012) und Ernst Osterkamp (2003/2004), hochdotierte Vorträge von Jörg Hacker (2007), Bert Hölldobler (2006) und Ernst Osterkamp (2002; 2010).

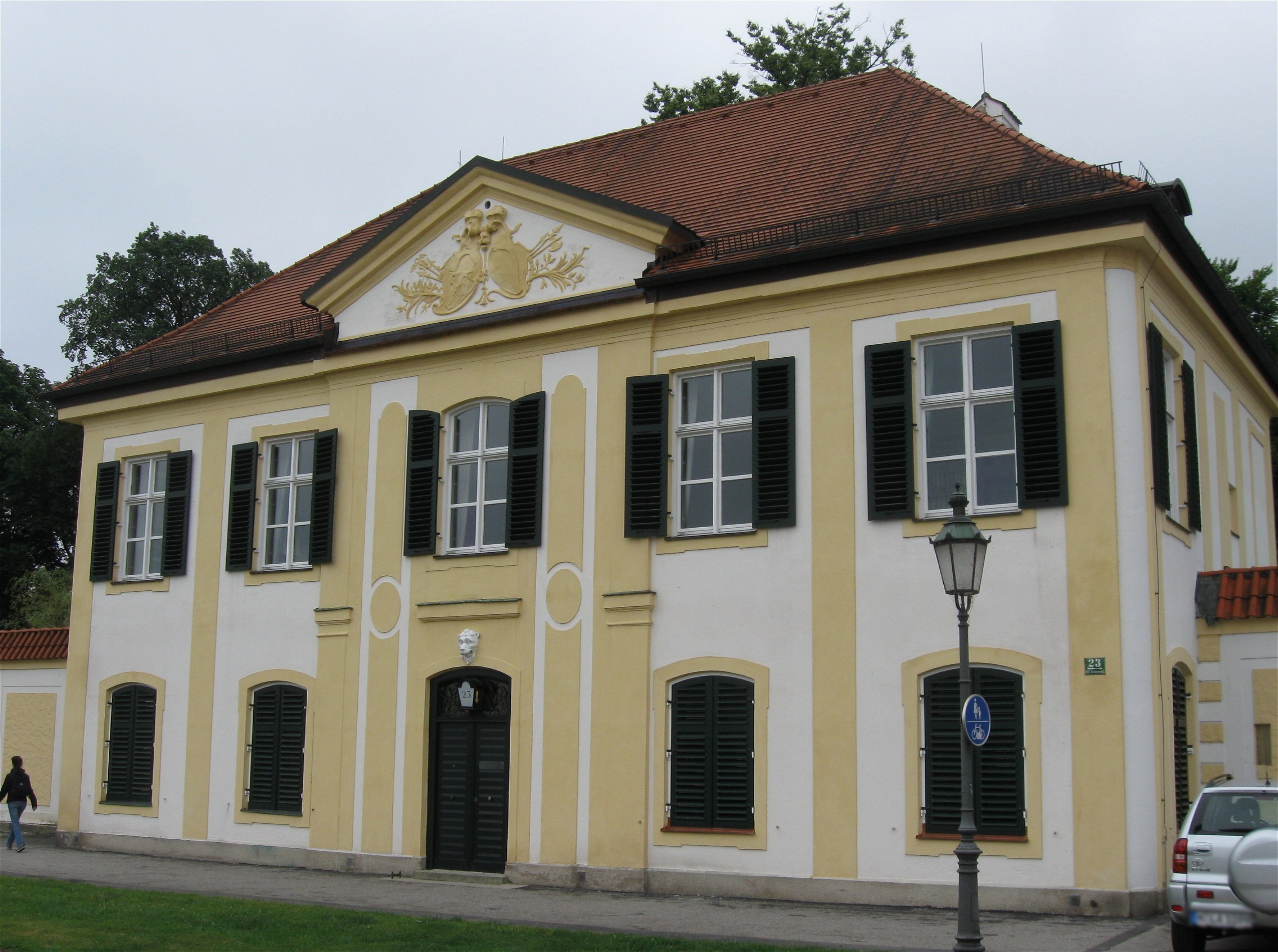
Sitz der Stiftung am Südlichen Schlossrondell vor Schloss Nymphenburg

## Geschichte

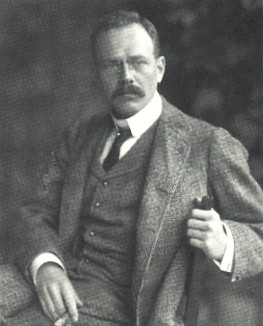
Carl Friedrich von Siemens vor 1916 auf einer Fotografie von Jacob Hilsdorf.

Ernst von Siemens, von 1956 bis 1971 Aufsichtsratsvorsitzender der Siemens AG, errichtete die Stiftung aus seinem Privatvermögen und vermachte ihr neben der Ernst von Siemens Musikstiftung und der Ernst von Siemens Kunststiftung seinen Nachlass. Sie trägt den Namen seines Vaters Carl Friedrich von Siemens, der zwischen 1919 und 1941 Aufsichtsratsvorsitzender des heutigen Siemens-Konzerns war.
Geschäftsführer der Stiftung war ab 1964 der Publizist Armin Mohler, 1985 wurde Heinrich Meier Nachfolger Mohlers. Von 1984 bis zu seinem Tode 2008 war Heinz Gumin Vorstandsvorsitzender der Stiftung. 2022–2023 hat der Literaturwissenschaftler Marcel Lepper die Geschäftsführung übernommen. 2023 übernahm Carola Schütt kommissarisch die Geschäftsführung. Seit Oktober 2023 hat die Stiftung mit Isabel Pfeiffer-Poensgen wieder eine reguläre Geschäftsführerin.

### Die Stiftung unter Armin Mohler 1964–1985
Mohler war von 1949 bis 1953 Privatsekretär von Ernst Jünger und danach Journalist in Paris. 1961 kam er auf Empfehlung des ehemaligen SS-Obersturmbannführers Franz Riedweg, den er 1942 kennengelernt hatte, als Sekretär zur Stiftung. Er galt als ein „Strippenzieher im rechtsextremen Milieu, der sich zum Faschismus bekannte“ , Artikel für die extrem rechte Nationalzeitung des Münchner Verlegers Gerhard Frey und die Junge Freiheit schrieb und die Stiftung für politische Veranstaltungen nutzte. Ein Beispiel dafür ist der von ihm im Juni/Juli 1978 organisierte Zyklus über Carl Schmitt, dessen Vorträge unter dem Titel Der Ernstfall als zweiter Band der Schriftenreihe der Stiftung im Propyläen-Verlag erschienen. Schmitt war wegen seines Engagements für das Dritte Reich akademisch und publizistisch isoliert. Referenten waren Horst Albach, Rüdiger Altmann, Knut Borchardt, Paul Carell, Hellmut Diwald, Robert Hepp, Josef Isensee, Christian Meier, Wilhelm E. Mühlmann und Heinz-Dietrich Ortlieb. Die Reihe wurde als Hommage an Schmitt verstanden.
Auch weitere Veröffentlichungen der Stiftungen haben Personen oder Themen der Neuen Rechten zum Inhalt. Der 1980 bei Ullstein erschienene Band 3 der Schriftenreihe, „Die Deutsche Neurose. Über die beschädigte Identität der Deutschen“, herausgegeben von Anton Peisl und Mohler, enthält u. a. Beiträge von Johannes Gross, Peter R. Hofstätter, Hellmut Diwald, Hans-Joachim Arndt und Dieter Blumenwitz. In die gleiche Richtung führt auch der 1986 erschienene Band 11 mit dem Titel „Wirklichkeit als Tabu: Anmerkungen zur Lage“ und den Autoren Josef Isensee (Die Verfassung als Vaterland), Helmut Quaritsch (Das Grundrecht auf Asyl und die neuen Wirklichkeiten), Horst Ehmann (Legitimitatsverlust des Arbeitskampfes?), Dieter Blumenwitz (Die Verrechtlichung der Aussenpolitik), Reinhart Maurer (Wie wirklich ist die ökologische Krise?), Martin Gosebruch („Alles ist Kunst“), Gerhard Adler (Woran glauben die Leute eigentlich?), Robert Hepp (Der Aufstieg in die Dekadenz) und Hans-Joachim Arndt (Volk ohne Zukunft?). 1980 hielt der Historiker Ernst Nolte vor der Carl Friedrich von Siemens Stiftung den Vortrag Zwischen Geschichtslegende und Revisionismus, den die FAZ am 24. Juli 1980 gekürzt abdruckte, wodurch der Historikerstreit ausgelöst wurde.

### Die Stiftung unter Heinrich Meier 1985–2022
Unter der Geschäftsführung von Heinrich Meier trat die politische Arbeit in den Hintergrund. Stattdessen öffnete sich die Stiftungsarbeit für die internationale Spitzenforschung. Unter der Leitung von Meier galt die Stiftung aufgrund ihres anspruchsvollen wissenschaftlichen Programms als „Oxford in München“. Über die Vorträge wurde vielfach im Feuilleton berichtet.
Die Stiftung hatte folgende Schwerpunkte:
- Veranstaltung wissenschaftlicher Vortragsreihen mit Vorträgen einzelner Referenten, interdisziplinäre Vortragsreihen sowie deren Publikation (seit 1958). Referenten, die in der Siemens-Stiftung Vorträge hielten, waren unter anderem

- Giorgio Agamben
- Jan Assmann
- Ernst-Wolfgang Böckenförde
- Jean Bollack
- Horst Bredekamp
- J. M. Coetzee
- Richard Dawkins
- Daniel Dennett
- Philippe Descola
- Louis Dumont
- Ronald Dworkin
- François Furet
- Dieter Grimm
- Hans Ulrich Gumbrecht
- Ágnes Heller
- Paul Kirchhof
- Jean-François Lyotard
- Peter von Matt
- Ernst Mayr
- Ernst Osterkamp
- Robert Pippin
- Ilya Prigogine
- Martin Rees
- Salvatore Settis
- Karl Schlögel
- Brendan Simms
- Wolf Singer
- Rudolf Smend
- Andreas Urs Sommer
- Jean Starobinski
- Michael Theunissen
- Helen Vendler
- David Wellbery

Ein Teil der Vorträge wird in der Reihe Themen der Carl Friedrich von Siemens Stiftung herausgegeben (seit 1985 waren es mehr als 40 Bände).
- Vergabe der Carl Friedrich von Siemens Fellowships an hervorragende Wissenschaftler (seit 1993). Mit diesen Stipendien wird der Abschluss von Forschungen hervorragender Wissenschaftler gefördert.
- Einrichtung einer Stiftungsprofessur an der TU Dresden.
- Förderprogramm zur Ergänzung der dringend benötigten wissenschaftlichen Literatur. Diese umfasst die Versorgung von Universitätsbibliotheken in den neuen und alten Bundesländern.[20] Außerdem fördert die Stiftung Projekte wie die Fortführung der Sammlung des ehemaligen Sondersammelgebiets Philosophie an der Bayerischen Staatsbibliothek in München.[21] Gefördert wird jeweils der Erwerb von Printmonographien.
- Gastveranstaltungen, vor allem wissenschaftliche Konferenzen und internationale Symposien, bei denen die Einrichtungen der Stiftung zur Verfügung gestellt werden. Die Themen sind fächerübergreifend und reichen von naturwissenschaftlichen Themen über Literatur- und Musikwissenschaft bis hin zu philosophischen und kulturhistorischen Aspekten. Besonders gefördert werden soll dabei der Kontakt zwischen deutschen und ausländischen Wissenschaftlern.
- Seit 2010 vergibt sie den Heinz Gumin Preis für Mathematik der Carl Friedrich von Siemens Stiftung.

### Die Stiftung unter Marcel Lepper (2022–2023)
- Zum Arbeitsprogramm seit 2022 gehörte die Stärkung der historischen und gesellschaftlichen Reflexion der Stiftung, darunter auch die Aufarbeitung der eigenen Geschichte.[22][23]
- Im Sommersemester 2022 hat die Stiftung ein „Osteuropa-Programm“ eingerichtet.[24]
- Über die in diesem Zeitraum neu gestaltete Homepage sind die interdisziplinären Vortragsreihen seit 2022 live erreichbar; ebenso sind seit 2022 über die Homepage die Gremienstrukturen transparent.[25][26]
- Seit 2022 sind die Publikationen der Themen-Reihe im Open Access verfügbar.[27]

Unter Marcel Lepper öffnet die Stiftung ihre Programme verstärkt für junge Wissenschaftlerinnen und Wissenschaftler.
Im Februar 2023 trennte sich die Stiftung überraschend von Marcel Lepper sowie von zwei weiteren Mitarbeiterinnen. In der Stiftung verblieben zunächst noch vier Mitarbeiter, darunter die kommissarische Geschäftsführerin Carola Schütt sowie Hannes Kerber, der von dem ehemaligen Geschäftsführer Heinrich Meier promoviert wurde.
Gegenüber der Presse hat die Stiftung die Mitarbeiterführung als Grund für die Kündigung angegeben. Die Kündigung wurde im April 2023 von Gerichten für „gegenstandslos“ erklärt. Damit verbunden ist eine sechsstellige Abfindungszahlung der Stiftung an Marcel Lepper. Die Schweigepflichten im Rahmen der Einigung wurden zurückgenommen.
Seitdem wird im Feuilleton, aber auch in den sozialen Netzwerken über Strukturen und Netzwerke der Stiftung diskutiert. Von der Zeit und der Süddeutschen Zeitung wurde auch das Finanzverhalten der gemeinnützigen Stiftung vor 2022 kritisch erörtert. Im Mittelpunkt der Diskussionen steht die von Lepper begonnene Aufarbeitung der Stiftungsgeschichte. Lepper sagte dem Bayerischen Rundfunk, dass die Stiftung ihr Archiv seit Jahrzehnten für die Forschung unzugänglich gehalten und zahlreiche wissenschaftliche Anfragen abgewiesen habe. Das Archiv dokumentierte u. a. die Verstrickung der Stiftung in rechte Netzwerke. Lepper berichtete, er habe die Digitalisierung des Archivs konzipiert und das Gespräch mit Zeithistorikern eröffnet. Bei der Durchführung sei er in der Stiftung und bei den Anhängern seines Vorgängers Heinrich Meier auf schwere Blockaden gestoßen.

### Die Stiftung unter Isabell Pfeiffer-Poensgen und Stefan Fritz (seit 2023)
2023 hielt der Zeithistoriker Norbert Frei einen noch unter der Leitung von Marcel Lepper vereinbarten Vortrag, in dem er die Aufarbeitung der Geschichte der Stiftung forderte. Für den Übergang übernahm Isabell Pfeiffer-Poensgen die Geschäftsführung. Ende 2023 startete aufgrund der Vorgespräche in der Amtszeit von Marcel Lepper ein Projekt am Institut für Zeitgeschichte zur Erforschung der rechten Vergangenheit der Stiftung. Der Stiftungsratsvorsitzende Reinhold Baumstark sowie die Stiftungsvorstandsmitglieder Thomas Höllmann, Peter M. Huber, Franz Ulrich Hartl und Hartmut Schick traten von ihren Ämtern zurück. Auch die kaufmännische Leiterin Carola Schütt, langjährige Mitarbeiterin von Heinrich Meier, verließ die Stiftung. Neuer kaufmännischer Vorstand wurde der Jurist Stefan Fritz.

## Publikationen
Die Stiftung veröffentlicht seit 1961 regelmäßig Dokumentationen der Vorträge in der Stiftung in ihrer Reihe „Themen“. Seit 1961 sind über 100 Bände erschienen.

## Kritik
Zahlreiche Experten für Rechtsextremismus wie etwa Wolfgang Purtscheller, Peter Glotz, Thomas Assheuer und Hans Sarkowicz, Astrid Lange, Claus Leggewie, Thomas Willms, Margret Feit, Susanne Mantino, Franziska Hundseder, werten die Carl Friedrich von Siemens Stiftung unter der Geschäftsführung Armin Mohlers (1964–1985) als Think Tank oder Kaderschmiede der Neuen Rechten bzw. ordnen die Stiftung der Neuen Rechten zu. Zu einer seit 1925 erarbeiteten und 1934 erschienen Deutschlandkarte des Grafikers und Schriftkünstlers Rudolf Koch und weiterer Beteiligter wie Fritz Kredel und Berthold Wolpe, die bis zu ihrer Entfernung im April 2022 in den Räumlichkeiten der Stiftung hing und von Lepper als „Deutschlandkarte aus der NS-Zeit“ bezeichnet wurde, gab es zur Zeit ihres Erscheinens und auch heute unterschiedliche Einordnungen.
Lepper wirft der Stiftung vor, dass sie das in ihrem Besitz befindliche Archiv u. a. über die rechten Netzwerke der Stiftung über Jahrzehnte für die Forschung „nicht nur gesperrt und nicht zugänglich gemacht“ habe, sondern die Stiftung auch „geleugnet [habe], dass es solche Überlieferungen in der Stiftung überhaupt“ gebe.
Die Vorwürfe Leppers richten sich auch gegen die Alters- und Geschlechtsstruktur der Stiftung. Sie lade insbesondere seit der Übernahme der Geschäftsführung durch Heinrich Meier (1985) „fast ausschließlich männliche Wissenschaftler“ ein und weise „misogyne Strukturen“ auf. Die Gremien der Stiftung ferner seien überaltert und rein männlich besetzt.